# Empis multipennata
Empis multipennata är en tvåvingeart som beskrevs av Axel Leonard Melander 1946. Empis multipennata ingår i släktet Empis och familjen dansflugor. Inga underarter finns listade i Catalogue of Life.